# Rajon Rondo
Rajon Pierre Rondo, ameriški košarkar, * 22. februar 1986, Louisville, Kentucky, Združene države Amerike. 
Rondo je nekdanji ameriški poklicni košarkar v ligi NBA, ki je igral na položaju organizatorja igre. Kariero je začel leta 2006 pri Boston Celticsih, kjer je igral do leta 2014 in s katerimi je leta 2008 osvojil naslov prvaka lige NBA. V drugem delu kariere je zamenjal več klubov, v dveh obdobjih je igral za Los Angeles Lakerse in z njimi osvojil svoj drugi naslov prvaka lige NBA leta 2020. Štirikrat je bil uvrščen na Tekmo vseh zvezd lige NBA, po dvakrat v idealno in drugo obrambno postavo rednega dela lige NBA, trikrat pa je bil najboljši podajalec rednega dela lige NBA.